# Lada 2105
De Lada 2105, officieel aangeduid als VAZ 2105 (Russisch: ВАЗ 2105), is een personenauto van de Sovjet-Russische, later Russische autofabrikant AvtoVAZ. De auto werd in Duitsland verkocht als Lada Nova, in Groot-Brittannië als Lada Riva en in Canada als Lada Signet.

## Geschiedenis
De in 1980 geïntroduceerde 2105 was een vernieuwde versie van de op de Fiat 124 gebaseerde Lada 1200 (VAZ 2101). De 2105 is het basismodel (sedan) van de volgende generatie achterwielaangedreven Lada-modellen. De uiterlijke contouren zijn gewijzigd en voor het eerst worden rechthoekige koplampen gemonteerd, toegeleverd uit Tsjecho-Slowakije. De Cw-waarde bleef echter een ongunstige 0,47. Met het wegvallen van de voorste uitzetbare tochtraampjes verdween een geluidbron.
De in de basis van de Lada 1300 (VAZ 21011) overgenomen motor beschikt (als belangrijkste vernieuwing) over nokkenasaandrijving middels een stiller lopende tandriem in plaats van de tot dan toe gebruikte duplexketting en over een geluiddempend lichtmetalen kleppendeksel. De 2105 heeft de zuinigere Ozon I-carburateur, een luchtfilter met temperatuurgeregelde aanzuiging, rembekrachtiging, H4-koplampen en een verbeterde interieuruitrusting. Voor een lager brandstofverbruik werd de brandstoftoevoer bij niet-trekkende motor afgesloten en het vermogen teruggebracht van voorheen 51 naar 48 kW, in plaats daarvan het maximale koppel verhoogd van 94 naar 96 Nm. Daarmee behaalt de herziene motor meer trekkracht. De tweede en derde versnelling kregen een langere overbrenging. Met de serieproductie van de 2105 begon de interne bouw van VAZ-robots. Machines uit eigen productie waren reeds sinds de serieproductie van de Lada Niva in gebruik.

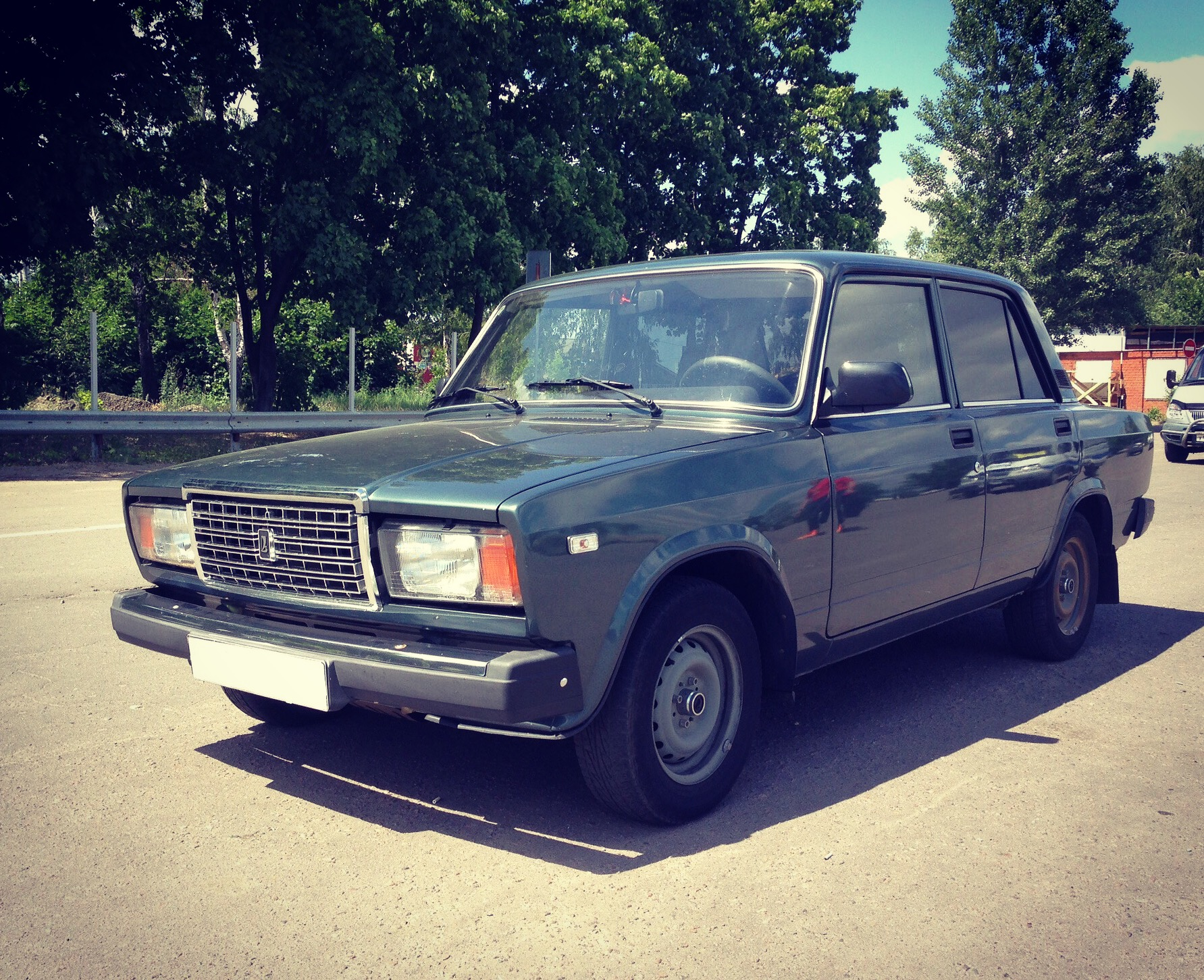
Lada 2107

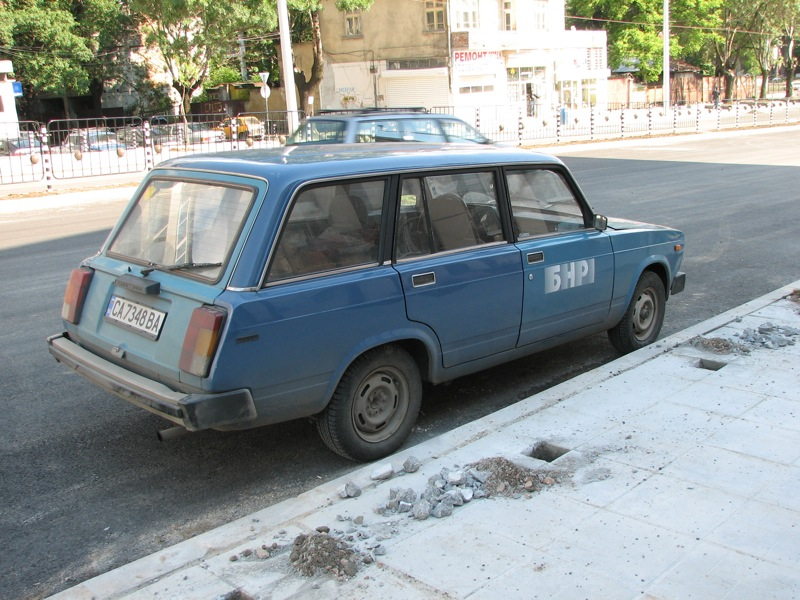
Lada 2104

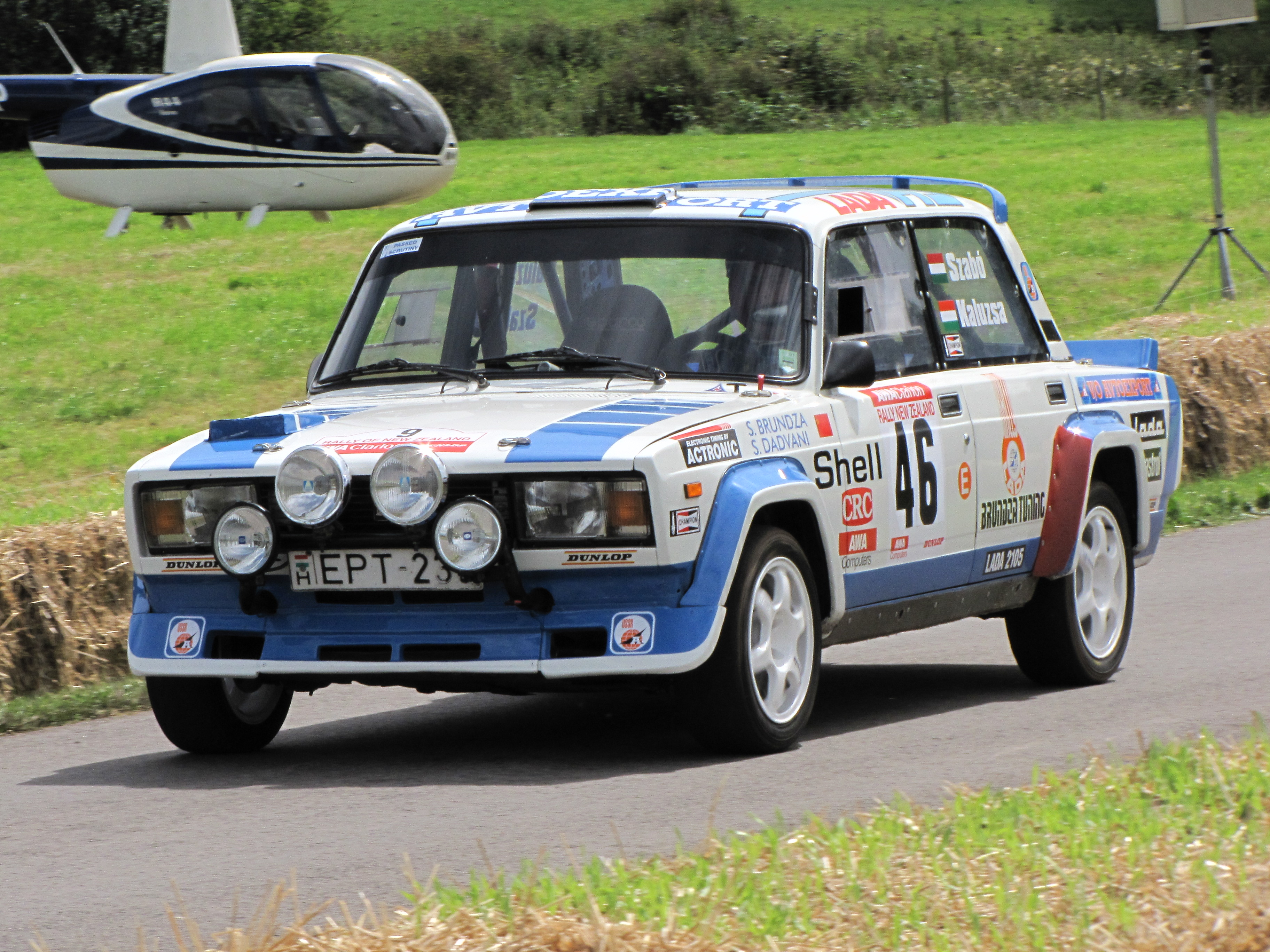
Lada VFTS

In maart 1981 liep de zesmiljoenste Lada van de band. In dat jaar volgde, wederom met deels aanzienlijke retouches aan de carrosserie, de Lada 2107 als opvolger van de modellen Lada 1500 (VAZ 2103) en Lada 1600 (VAZ 2106). Deze auto was de tot dan toe meest luxueuze Lada-variant. Aangedreven werd de 2107 door de bekende 1,5 liter en 1,6 liter motoren.
Logische aanvulling op de nieuwe generatie was de vanaf 1984 geproduceerde combi Lada 2104, die de 2102-combi afloste. Het voorste deel van de carrosserie tot de C-zuil evenals de 1,3 litermotor kwamen overeen met de 2105 respectievelijk de 2107 (bij gebruik van de 1,5 litermotor). Afmetingen en gewicht kwamen overeen met de waarden van de 2102. Vanwege de vergrote achterlichten werd de achterklep aan de onderkant iets smaller.
Begin jaren '80 werd door Vilnius Fabriek Tuning Sport een wedstrijdmodel voor rally- en circuitgebruik op basis van de 2105 met de aanduiding VFTS ontwikkeld en in grote aantallen geproduceerd. De auto werd FIA-gehomologeerd voor Groep B. De sportwagen had een 1600 cc en leverde meer dan 160 pk. Optisch waren er overeenkomsten met de Fiat 131 Abarth.
De uiterlijk gemodificeerde 2104 (ongeveer 7 procent), 2105 (ongeveer 14 procent) en 2107 (ongeveer 11 procent) waren medio jaren '80 het hoofddeel van het productievolume. Daarnaast bleven enkele uitvoeringen in het programma, die van het oorspronkelijke basismodel afgeleid waren.
De Lada's waren een groot exportsucces. In de Comeconlanden waren de auto's ondanks hun hoge prijs en lange wachttijd zeer begeerd en ook naar het Westen werd volop geëxporteerd. Ook in Nederland wordt Lada ondanks het wat negatieve imago
populair, vooral door de lage prijs en het coulant omgaan met garantiegevallen. Het jaar 1986 was het topjaar voor importeur Gremi en Lada in Nederland: er werden toen bijna 13.000 Lada’s geregistreerd.
Naast alle inspanningen voor de doorontwikkeling van de conventioneel aangedreven modellen begon Lada met de productie van een geheel nieuw ontworpen voorwielaangedreven hatchback, de Lada Samara. Ondanks deze ontwikkeling bleven de 2104, 2105 en 2107 tot in de jaren '90 belangrijke modellen voor Lada, hoewel de export begin jaren '90 drastisch terugliep. De auto was op dat moment optisch en technisch behoorlijk verouderd en kwam daarnaast in opspraak vanwege zijn matige betrouwbaarheid en roestproblemen.
Verscherpte Europese veiligheids- en emissiewetgeving leidde ertoe dat het model werd teruggetrokken van de meeste West-Europese markten tegen 1997, maar het model bleef in productie voor de interne markt. Het was een van de goedkoopste auto's op de Russische markt en bleef ook lang de meest populaire tweedehands wagen in Rusland, zelfs nadat de productie gestaakt was.
In 2002 werd de productie van de 2104 overgenomen door IZj. De montage werd ook gestart in de voormalige LoeAZ-fabriek van de Bogdan-groep en later ook in Tsjerkasy, Oekraïne. Het 2107-model werd ook geproduceerd in de ZAZ-fabriek in Oekraïne en in de fabriek van Suzuki in Egypte. In augustus 2011 werd de Russische productie van de 2107 verplaatst naar IZj. Na ongeveer dertig jaar werd de productie van de 2105 in 2010 stopgezet, gevolgd door de 2104 en 2107 in 2012.
Modellen in productie:
Granta · 
Largus · 
Vesta · 
XRAY · 
Niva

Modellen niet meer in productie:
1200 · 
1300 · 
1500 · 
1600 · 
2105 · 
2107 · 
2104 · 
Oka · 
Samara · 
110 · 
111 · 
112 · 
Nadezjda ·
Kalina ·
Priora